# Joint Committee on Atomic Energy
Le Joint Committee on Atomic Energy (JCAE) était un comité du Congrès des États-Unis (en) auquel on avait donné pour tâche d'exercer une juridiction exclusive sur tous les « lois, résolutions et autres » liés aux aspects civils et militaires de l'énergie nucléaire. Créé en 1946 à la suite de l'Atomic Energy Act (en) et ayant pour mission de surveiller la Commission de l'énergie atomique des États-Unis (AEC), le comité a été actif jusqu'en 1977. Il est considéré comme ayant été l'un des comités du congrès les plus puissants de l'histoire des États-Unis, étant notamment le seul comité conjoint des temps modernes ayant eu une autorité législative.
L'un des pouvoirs majeurs du comité était son « veto législatif ». Ce dernier permettait au comité d'agir comme co-décideur avec la branche exécutive plutôt que d'avoir sur elle un simple congressional oversight (en). Ce veto a été jugé inconstitutionnel par la Cour suprême des États-Unis en 1983.
Au cours des années 1970, après la création de la Commission de réglementation nucléaire, visant à remplacer la Commission de l'énergie atomique, le rôle du comité a commencé à diminuer. Le Congrès a transféré la plus grande partie du pouvoir législatif du comité sur les installations civiles à d'autres comités de la Chambre des représentants et du Sénat.
Le comité a été aboli le 5 août 1977.

## Membres
Le comité conjoint possédait un nombre égal de représentants de la Chambre et de sénateurs, avec 5 membres du parti majoritaire et 4 membres du parti minoritaire pour chacune des instances. Le comité était dirigé par un sénateur du parti majoritaire jusqu'au 83e Congrès (en). À ce moment, la direction du comité a alterné entre un représentant de la Chambre majoritaire et un représentant sénatorial majoritaire.

### Membres notables
Les lettres entre parenthèses suivant le nom désignent l'appartenance (Démocrate ou Républicain) suivi de l'État.
- Brien McMahon (D, CT), 1946-1952
  - Auteur de l'Atomic Energy Act, il est à la tête du comité dès que les démocrates sont majoritaires au Congrès (1946, puis de 1949 jusqu'à sa mort en 1952). Il a dirigé le comité lors de la détection de la première bombe atomique soviétique, du débat concernant la bombe H et la découverte de l'espion Klaus Fuchs.
- Bourke Hickenlooper (R-IA), 1946-1968
  - Le représentant républicain le plus présent lors des premiers moments du comité. Il a dirigé ce dernier en 1947-1948. En 1949, il accuse le chef de l'AEC David E. Lilienthal d'effectuer une « gestion incroyablement mauvaise[trad 2] » des installations nucléaires américaines[2]
- Richard B. Russell (R-GA), 1946-70
  - Sénateur de Géorgie ayant donné son nom au Russell Senate Office Building (en)
- Clare Boothe Luce (R-CT), 1946
  - Membre de la Chambre des représentants. Dramaturge américain qui a été ambassadeur des États-Unis en Italie (en)
- Lyndon B. Johnson (D-TX), 1947-48; 1951-1952
  - Membre de la Chambre des représentants et sénateur du Texas, futur chef de parti au Sénat, futur vice-président des États-Unis et futur président des États-Unis
- Albert Arnold Gore Sr. (D-TN), 1953-70
  - Membre de la Chambre des représentants et sénateur du Tennessee, père du futur vice-président Al Gore
- Everett Dirksen (R-IL), 1962
  - Chef de parti minoritaire au Sénat ayant donné son nom au Dirksen Senate Office Building (en)
- Howard Baker (R-TN), 1971-76
  - Chef de parti majoritaire au Sénat, chef de cabinet de la Maison-Blanche, ambassadeur des États-Unis au Japon (en)

### 79eCongrès (1946)
| Sénat  | Sénat                    | Sénat       |
| Membre | Membre                   | État        |
| ------ | ------------------------ | ----------- |
|        | Brien McMahon, Président | Connecticut |
|        | Richard B. Russell       | Géorgie     |
|        | Edwin C. Johnson         | Colorado    |
|        | Tom Connally             | Texas       |
|        | Harry F. Byrd            | Virginie    |
|        | Arthur H. Vandenberg     | Michigan    |
|        | Eugene D. Millikin       | Colorado    |
|        | Bourke B. Hickenlooper   | Iowa        |
|        | William F. Knowland      | Californie  |

| Chambre | Chambre                           | Chambre          |
| Membre  | Membre                            | État             |
| ------- | --------------------------------- | ---------------- |
|         | R. Ewing Thomason, vice-président | Texas            |
|         | Carl T. Durham                    | Caroline du Nord |
|         | Aime Forand                       | Rhode Island     |
|         | Chet Holifield                    | Californie       |
|         | Melvin Price                      | Illinois         |
|         | Charles Elston                    | Ohio             |
|         | J. Parnell Thomas                 | New Jersey       |
|         | Carl Hinshaw                      | Californie       |
|         | Clare Boothe Luce                 | Connecticut      |

### 80eCongrès (1947-1948)
| Sénat  | Sénat                             | Sénat       |
| Membre | Membre                            | État        |
| ------ | --------------------------------- | ----------- |
|        | Bourke B. Hickenlooper, Président | Iowa        |
|        | Arthur H. Vandenberg              | Michigan    |
|        | Eugene D. Millikin                | Colorado    |
|        | William F. Knowland               | Californie  |
|        | John W. Bricker                   | Ohio        |
|        | Brien McMahon                     | Connecticut |
|        | Richard B. Russell                | Géorgie     |
|        | Edwin C. Johnson                  | Colorado    |
|        | Tom Connally                      | Texas       |

| Chambre | Chambre                          | Chambre          |
| Membre  | Membre                           | État             |
| ------- | -------------------------------- | ---------------- |
|         | W. Sterling Cole, vice-président | New York         |
|         | Charles Elston                   | Ohio             |
|         | Carl Hinshaw                     | Californie       |
|         | James E. Van Zandt               | Pennsylvanie     |
|         | James T. Patterson               | Connecticut      |
|         | Carl T. Durham                   | Caroline du Nord |
|         | Chet Holifield                   | Californie       |
|         | Melvin Price                     | Illinois         |
|         | Lyndon Baines Johnson            | Texas            |

### 81eCongrès (1949-1950)
| Sénat  | Sénat                  | Sénat       |
| Membre | Membre                 | État        |
| ------ | ---------------------- | ----------- |
|        | Brien McMahon, Chef    | Connecticut |
|        | Richard B. Russell     | Georgia     |
|        | Edwin C. Johnson       | Colorado    |
|        | Tom Connally           | Texas       |
|        | Millard E. Tydings     | Maryland    |
|        | Bourke B. Hickenlooper | Iowa        |
|        | Eugene D. Millikin     | Colorado    |
|        | William F. Knowland    | Californie  |
|        | John W. Bricker        | Ohio        |

| Chambre | Chambre                        | Chambre          |
| Membre  | Membre                         | État             |
| ------- | ------------------------------ | ---------------- |
|         | Carl T. Durham, vice-président | Caroline du Nord |
|         | Chet Holifield                 | Californie       |
|         | Melvin Price                   | Illinois         |
|         | Paul J. Kilday                 | Texas            |
|         | Henry M. Jackson               | Washington       |
|         | W. Sterling Cole               | New York         |
|         | Charles Elston                 | Ohio             |
|         | Carl Hinshaw                   | Californie       |
|         | James E. Van Zandt             | Pennsylvanie     |

### 82eCongrès (1951-1952)
| Sénat  | Sénat                    | Sénat           |
| Membre | Membre                   | État            |
| ------ | ------------------------ | --------------- |
|        | Brien McMahon, Président | Connecticut     |
|        | Richard B. Russell       | Georgia         |
|        | Edwin C. Johnson         | Colorado        |
|        | Lyndon Baines Johnson    | Texas           |
|        | Clinton P. Anderson      | Nouveau-Mexique |
|        | Bourke B. Hickenlooper   | Iowa            |
|        | Eugene D. Millikin       | Colorado        |
|        | William F. Knowland      | Californie      |
|        | John W. Bricker          | Ohio            |

| Chambre | Chambre                        | Chambre          |
| Membre  | Membre                         | État             |
| ------- | ------------------------------ | ---------------- |
|         | Carl T. Durham, vice-président | Caroline du Nord |
|         | Chet Holifield                 | Californie       |
|         | Melvin Price                   | Illinois         |
|         | Paul J. Kilday                 | Texas            |
|         | Henry M. Jackson               | Washington       |
|         | W. Sterling Cole               | New York         |
|         | Charles Elston                 | Ohio             |
|         | Carl Hinshaw                   | Californie       |
|         | James E. Van Zandt             | Pennsylvanie     |

### 83eCongrès (1953-1954)
| Sénat  | Sénat                                  | Sénat           |
| Membre | Membre                                 | État            |
| ------ | -------------------------------------- | --------------- |
|        | Bourke B. Hickenlooper, vice-président | Iowa            |
|        | Eugene D. Millikin                     | Colorado        |
|        | William F. Knowland                    | Californie      |
|        | John W. Bricker                        | Ohio            |
|        | Guy Cordon                             | Oregon          |
|        | Richard B. Russell                     | Georgia         |
|        | Clinton P. Anderson                    | Nouveau-Mexique |
|        | John O. Pastore                        | Rhode Island    |
|        | Albert Gore, Sr.                       | Tennessee       |

| Chambre | Chambre                     | Chambre          |
| Membre  | Membre                      | État             |
| ------- | --------------------------- | ---------------- |
|         | W. Sterling Cole, Président | New York         |
|         | Carl Hinshaw                | Californie       |
|         | James E. Van Zandt          | Pennsylvanie     |
|         | James T. Patterson          | Connecticut      |
|         | Thomas A. Jenkins           | Ohio             |
|         | Carl T. Durham              | Caroline du Nord |
|         | Chet Holifield              | Californie       |
|         | Melvin Price                | Illinois         |
|         | Paul J. Kilday              | Texas            |